# Martina Flanderová
Martina Flanderová (6. dubna 1969, Strakonice) je česká soudkyně, od roku 2020 předsedkyně Krajského soudu v Českých Budějovicích.

## Kariéra
Martina Flanderová se narodila v roce 1969 ve Strakonicích. Vystudovala Právnickou fakultu Univerzity Karlovy v Praze, kde v roce 1991 získala doktorát práv. Svou kariéru začala jako justiční čekatelka na státním notářství v rodných Strakonicích, kde se nakonec po několika letech stala předsedkyní Okresního soudu. V této funkci setrvala 12 let, poté byla šest let předsedkyní Okresního soudu v Táboře. Od roku 2018 působila jako předsedkyně Okresního soudu v Písku. Z této pozice byla 17. června roku 2020 jmenována českým prezidentem Milošem Zemanem do funkce předsedkyně Krajského soudu v Českých Budějovicích.
V době svého nástupu považovala za jeden z hlavních úkolů vyřešení projektu na výstavbu nové soudní budovy v areálu Žižkových kasáren, který by pomohl s nedostatkem místa v budově českobudějovického justičního paláce.